# Abu Camal
Abu Camal (em árabe: البوكمال) é uma cidade localizada às margens do rio Eufrates, na província de Deir ez-Zor no leste da Síria, próximo da fronteira com o Iraque. É parte da região histórica da Mesopotâmia Superior. Abu Camal é uma região economicamente próspera na agricultura e pecuária. É o centro administrativo do distrito de Abu Camal.

## Etimologia
Durante o período otomano, Abu Camal foi chamada de Kışla, pronunciado localmente como Qashla, que é uma palavra turca para "quartéis". O nome "Qashla" ainda é usado por alguns moradores da área, especialmente pelos aldeões idosos.

## História
Durante a época romana, a cidade foi parte da Mesopotâmia, sendo um importante entreposto comercial entre o Império Romano e a Índia. Conquistada por Zenóbia, tornou-se parte do Reino de Palmira.
Em 27 de outubro de 2008, quatro helicópteros dos EUA efetuaram um ataque na aldeia de Sukkariyeh, em Abu Camal. Foi o primeiro ataque conhecido dentro da Síria pelos EUA. Notícias de relatórios indicam que pelo menos sete pessoas morreram, quatro delas crianças. Abu Camal situa-se perto de Alcaim, um ponto de passagem para a insurgentes iraquianos.
Durante a guerra civil Síria, a cidade foi tomada pelo Estado Islâmico do Iraque e do Levante, em agosto de 2014. Em novembro de 2017, tropas do governo sírio, leais ao presidente Bashar al-Assad, retomaram Abu Camal.

## Localização
A cidade está localizada na parte sul-oriental da província de Deir ez-Zor, no extremo sul do planalto de Jazira, na margem direita do rio Eufrates. Abu Camal está localizado a cerca de 115 quilômetros a sudeste de Deir ez-Zor, capital da província, e a uma distância de 430 quilômetros da cidade de Damasco, capital da Síria.